# كازوكي هيراموتو
كازوكي هيراموتو (باليابانية: 平本 一樹) (مواليد 18 أغسطس 1981)، هو لاعب كرة قدم ياباني سابق كان يلعب كمهاجم.

## وصلات خارجية
- كازوكي هيراموتو على موقع الاتحاد الدولي (مؤرشف)  (الإنجليزية)
- كازوكي هيراموتو على موقع رابطة كرة القدم اليابانية للمحترفين (اليابانية)
- كازوكي هيراموتو على موقع قاعدة بيانات كرة القدم.إي يو (الإنجليزية)
- كازوكي هيراموتو على موقع Soccerway.com (الإنجليزية)
- كازوكي هيراموتو على موقع عالم كرة القدم.نت (الإنجليزية)